# Comté de Boone (Missouri)
Pour les articles homonymes, voir Comté de Boone.
Le comté de Boone, en anglais : Boone County, est un comté de l'État américain du Missouri.  

## Comtés voisins
- Comté de Howard (à l'ouest)
- Comté de Randolph (au nord)
- Comté d'Audrain (au nord-est)
- Comté de Callaway (à l'est)
- Comté de Cole  (au sud)
- Comté de Moniteau (au sud)
- Comté de Cooper (au sud-ouest)

## Transports
- Interstate 70
- U.S. Route 40
- U.S. Route 63
- Missouri Route 22
- Missouri Route 163
- Missouri Route 763

## Villes
- Ashland
- Centralia
- Columbia
- Hallsville
- Rocheport
- Sturgeon